# ブカラマンガ
ブカラマンガ（スペイン語: Bucaramanga）は、コロンビアのサンタンデール県にある都市。首都ボゴタの400km北に位置する。人口は約58万人（2018年）。

## 歴史

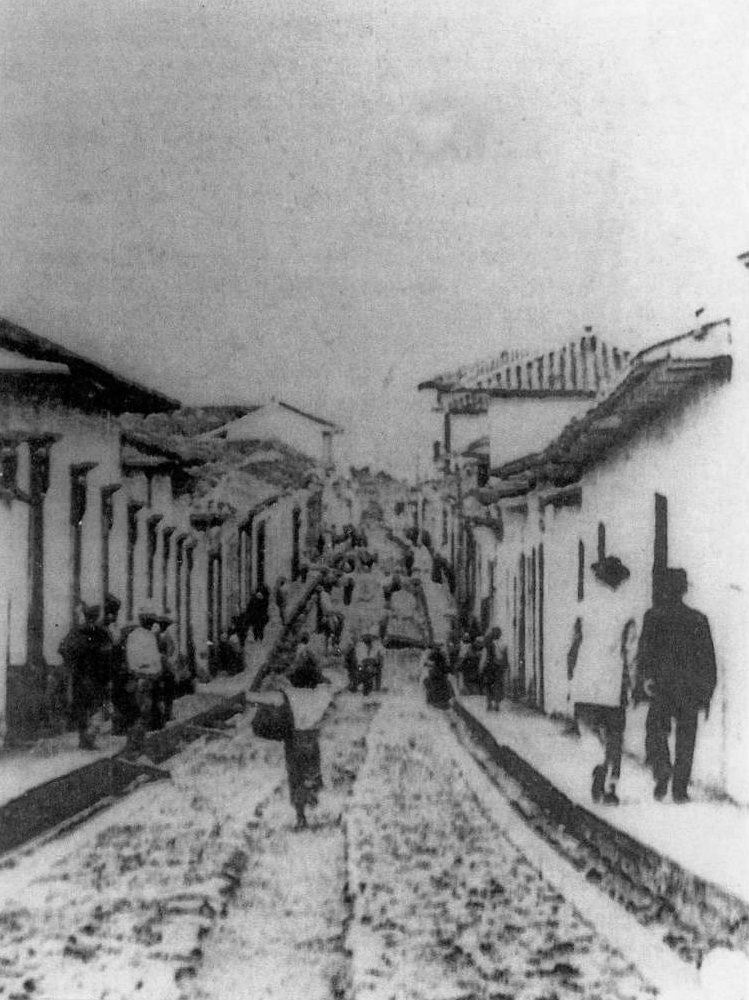
1851年のブカラマンガ

ヒロン（サン・ファン・デ・ヒロン）はスペインの植民者がこの地域に建設された最初にして最重要な町だった。ヒロンと比較すると、（1622年12月22日に建設された）ブカラマンガは人口でも経済でも見劣りする状態が19世紀早期まで続いた。1860年代および1870年代にこの都市はドイツ系の商人・冒険商人たちを惹き付けた（その中でもっとも著名なのはゲオ・フォン・レンゲルケである）が、その結果、新規参入者と地場の商人との緊張が高まり、1879年に流血の事態に至った。この事件は "La Culebra Pico de Oro"（「金嘴蛇」の意）と名付けられた。
1886年の政治的再編により、ブカラマンガはソコーロに変わって県都となった。この都市自体が直接に巻き込まれたわけではないが、1899年から1902年にかけての内戦、「千日戦争」によってこの地域は荒廃し、結果としてブカラマンガも20世紀前半はあまり発展できなかった。

## 交通
- パロネグロ国際空港

## スポーツ
- アトレティコ・ブカラマンガ